# Каримкарське сільське поселення
Каримка́рське сільське поселення (рос. Карымкарское сельское поселение) — сільське поселення у складі Октябрського району Ханти-Мансійського автономного округу Тюменської області Росії.
Адміністративний центр — селище Каримкари.
Населення сільського поселення становить 1034 особи (2017; 1119 у 2010, 1319 у 2002).

## Склад
До складу сільського поселення входять:
| Населений пункт       | Населення, осіб (2002) | Населення, осіб (2010) |
| --------------------- | ---------------------- | ---------------------- |
| Горноріченськ, селище | 241                    | 163                    |
| Каримкари, селище     | 1078                   | 956                    |